# 소년들이여
소년들이여는 대한민국의 인디 록밴드이다. 2021년 싱글 《I HATE YOU》로 데뷔했다.

## 방송
- 그레이트 서울 인베이전 (2022) - Top45

## 음반
- I HATE YOU (2021)

## 공연
- 더더（THETHE）：EP 9.5TH DRAMATIC IRONY 2022 발매 기념 콘서트 (2022)